# 프린시페 데 아스투리아스 (항공모함)

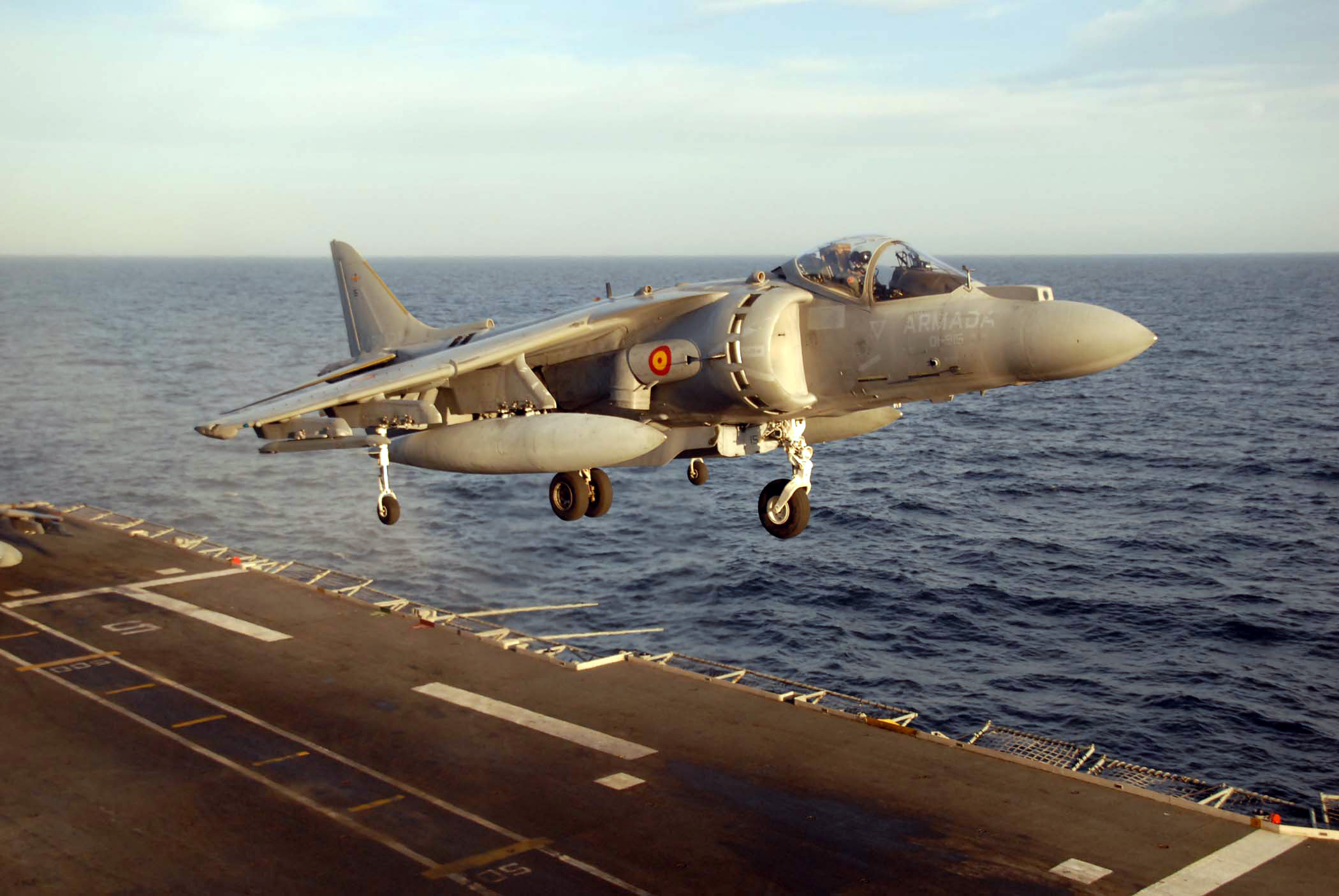
프린시페 데 아스투리아스에 착륙중인 AV-8B 해리어 II 전투기

프린시페 데 아스투리아스는 스페인 해군의 항공모함이다. 스페인 해군의 기함이며, 2번째로 큰 군함이다. Bazan's Shipyards에서 제작되어, 1988년 5월 30일에 스페인 해군에 인도되었다.
스페인은 1920년대부터 항공모함을 운용해 왔다. 최초로 SPS Dédalo (1922년)을 운용했고, 후에는 다목적 경항공모함인 SPS 데달도를 운용했다. 이것은 제2차 세계대전에서 미국 해군의 경항공모함인 USS 캐봇이었다. SPS 데달도는 스페인 해군의 함대 기함이었다가, 프린시페 데 아스투리아스로 교체되었다. 지금은 2013년 2월 6일, 스페인의 경제난으로 인한 군비 감축으로 인해 퇴역된 후, 예비함으로 비축되어 있다가 2017년 9월, 터키에 매각된 후 고철로 해체될 것이라고 한다.

## 비행기
AV-8B 해리어 II를 탑재한다.
AV-8B 해리어 II는 AIM-9 사이드와인더 단거리 공대공 미사일, AIM-120 암람 중거리 공대공 미사일, AGM-88 함 대레이더 미사일, AGM-65 메버릭 공대지 미사일, GAU-12U 기관포를 사용할 수 있다.
항공모함은 헬리콥터도 운용할 수 있다. 보통 H-3 시킹, Agusta AB-212등 공중조기경보용(AEW) 헬리콥터를 사용한다.
항공모함은 최대 29대의 AV-8 해리어 II와 헬리콥터를 탑재할 수 있다. 비행갑판에 최대 12대, 내부에 최대 17대를 탑재할 수 있다. 내부공간의 면적은 2,398 m²이며, 2대의 엘리베이터가 있다. 비행갑판의 면적은 5,100 m²이며, 176 m 길이이다.
V/STOL 비행기를 운용하기 위해, 함수에 12°경사의 스키 점프가 설치되어 있다.

## 새로운 항공모함
2008년 3월 10일에 SPS 후안 카를로스 1세 다목적 강습상륙함을 진수하였다. 항공모함의 기능도 가지고 있는 새로운 강습상륙함은 해병대의 초수평선 상륙 작전을 위해, 비행기 항모와 헬기 항모로 주로 사용될 것이다.

## 비교대상
| 함명                     | 국가     | 건조년도 | 길이(m) | 만재배수량(톤) | 헬기 | 수직이착륙기 | 속력(노트) | 마력    | 종류       |
| ------------------------ | -------- | -------- | ------- | -------------- | ---- | ------------ | ---------- | ------- | ---------- |
| 휴우가함                 | 일본     | 2007     | 197     | 18000          | 11   | 0            | 30         | 100,000 | DDH        |
| 22DDH                    | 일본     | 2014     | 248     | 27000          | 14   |              | 30         | 112,000 | DDH        |
| 미스트랄함               | 프랑스   | 2004     | 199     | 21300          | 35   | 0            | 19         | 48,679  | BPC        |
| 프린시페 데 아스투리아스 | 스페인   | 1988     | 196     | 17190          | 29   | 29           | 27         | 46,400  | 경항공모함 |
| 주세페 가리발디          | 이탈리아 | 1985     | 180     | 13500          | 18   | 12           | 30         | 82,000  | 경항공모함 |
| 인빈시블                 | 영국     | 1977     | 209     | 20700          | 20   | 20           | 28         | 97,000  | CVS        |
| 오오스미                 | 일본     | 1995     | 178     | 14000          | 0    | 0            | 22         | 26,000  | LST        |
| 짜끄리 나르벳            | 태국     | 1996     | 183     | 11486          | 14   | 14           | 25.5       | 55,450  | 경항공모함 |

DDH-181 휴우가는 이탈리아 해군의 13,850톤급인 주세페 가리발디 항공모함, 스페인 해군의 17,000 톤급 프린시페 데 아스투리아스 항공모함, 영국 해군의 21,000 톤급 인빈시블급 항공모함과 비슷한 외형을 갖추고 있다. PBS 다큐멘터리에 따르면, 휴우가는 제2차 세계대전 이후 제작된 최초의 일본 항공모함이 될 것이라고 한다. 타이의 짜끄리 나르벳은 프린시페 데 아스투리아스를 모델로 한 열화판이다.